# مخمصه (فیلم ۲۰۱۳)
مخمصه (انگلیسی: The Heat) فیلمی در ژانر اکشن و کمدی به کارگردانی پاول فیگ است که در سال ۲۰۱۳ منتشر شد.

## داستان
یک مامور ویژه اف‌بی‌آی به نام سارا اشبورن (ساندرا بولاک) مجبور می‌شود با پلیس بداخلاقی به نام شانون مولینز (ملیسا مک‌کارتی) از اداره پلیس بوستون همکاری کند. آن‌ها مأموریت دارند تا با هم دیگر یک باند مواد مخدر را شناسایی و منهدم کنند.

## بازیگران
- ساندرا بولاک
- ملیسا مک‌کارتی
- مایکل راپاپورت
- دمیان بیچیر
- تونی هیل
- توماس ویلسون
- کیتلین اولسون
- مارلون وینز
- بیل بر
- کریس گثارد

## جوایز

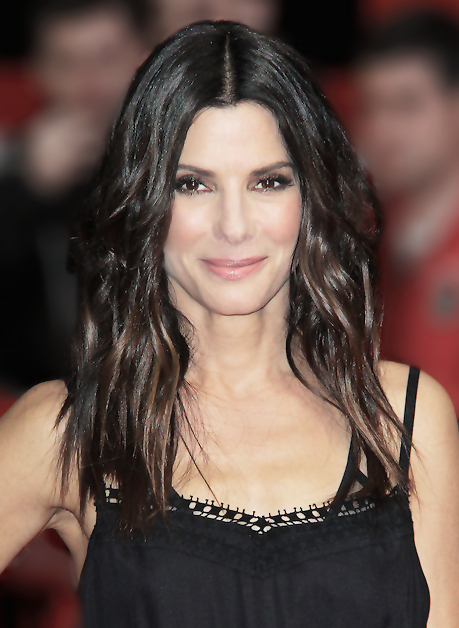
ساندرا بولاک در نمایش مخمصه در انگلستان ۲۰۱۳

| جایزه                            | شاخه                          | دریافت‌کننده                  | نتیجه    |
| -------------------------------- | ----------------------------- | ---------------------------- | -------- |
| اتحادیه زنان روزنامه‌نگار سینمایی | بهترین بازیگر زن              | ملیسا مک‌کارتی                | نامزدشده |
| جوایز کمدی                       | بهترین بازیگر زن فیلم کمدی    | ملیسا مک‌کارتی                | پیروز    |
| جوایز کمدی                       | بهترین بازیگر زن فیلم کمدی    | ساندرا بولاک                 | نامزدشده |
| جوایز کمدی                       | بهترین فیلم کمدی              | مخمصه                        | نامزدشده |
| جوایز برگزیده نوجوانان           | بهترین فیلم کمدی تابستانی     | مخمصه                        | نامزدشده |
| جوایز برگزیده نوجوانان           | ستاره زن فیلم‌های تابستانی     | ساندرا بولاک                 | پیروز    |
| جوایز برگزیده نوجوانان           | ستاره زن فیلم‌های تابستانی     | ملیسا مک‌کارتی                | نامزدشده |
| جوایز برگزیده نوجوانان           | شیمی منتخب                    | ساندرا بولاک و ملیسا مک‌کارتی | پیروز    |
| جوایز گزینش منتقدان فیلم         | بهترین بازیگر زن فیلم‌های کمدی | ساندرا بولاک                 | نامزدشده |
| جوایز گزینش منتقدان فیلم         | بهترین بازیگر زن فیلم‌های کمدی | ملیسا مک‌کارتی                | نامزدشده |
| جوایز گزینش منتقدان فیلم         | بهترین فیلم کمدی              | مخمصه                        | نامزدشده |
| جوایز سینمایی ام‌تی‌وی             | بهترین بازیگر کمدی            | ملیسا مک‌کارتی                | نامزدشده |
| جوایز برگزیده مردم               | بهترین بازیگر کمدی            | ملیسا مک‌کارتی                | نامزدشده |
| جوایز برگزیده مردم               | بهترین بازیگر کمدی            | ساندرا بولاک                 | پیروز    |
| جوایز برگزیده مردم               | بهترین فیلم کمدی              | مخمصه                        | پیروز    |
| جوایز برگزیده مردم               | شیمی منتخب                    | ساندرا بولاک و ملیسا مک‌کارتی | نامزدشده |
| انجمن منتقدان فیلم سنت لوئیس     | بهترین فیلم کمدی              | مخمصه                        | نامزدشده |